# صد هنگ متجاوز (فیلم)
صد هنگ متجاوز (انگلیسی: Hundred Regiments Offensive) فیلمی بود که در سال 2015 در چین اکران شد.